# حشرة راعية
هي حشرات تقوم بالرعي مثل الجندب والجراد واليسرايع. والجنادب حشرات قديمة عاشت أسلافها قبل 200 مليون عام، ونجحت في التأقلم مع البيئة، وقد تقفز الواحدة منها إلى ارتفاع 70 أو 80سم، وهو ما يعادل ما بين 30 و 40 مرة قدر طول جسمها. وجسم الجندب غير منفذ للماء، حيث أملت ذلك الظروف الجفافية الصحراوية.
ومن أمثلة الجندب الصحراوي الذي يشاهد في المملكة العربية السعودية الجندب الذي يطلق عليه علميًا الاسم Poekilocerus bufonius، أو ما يمكن أن نصفه بأنه الجندبة السمينة.

## الجراد
من مجموعة الجنادب، ويزداد خطره حين يتكاثر عدده ويقل مصدر غذائه. وتتكرر هذه الخطورة على دورات تستغرق عددًا من السنين، حتى يتكون للجراد سرب ضخم مهاجر. وتتغير ملامح الجراد الصحراوي العادية عند تكوين أسرابه ويسود اللون وتطول الأجنحة وتقوى، وتستطيع الجرادة بذلك الطيران لمدة تتراوح من 8 إلى 9 ساعات بلا توقف.

## الجندبة السمينة
جندبة صفراء أو سوداء اللون، تشاهد في الصحراء، قافزة هنا وهناك. وتدافع عن نفسها بإطلاق سائل دموي من المفاصل لإخافة الأعداء، ويطلق عليه اسم النزيف المفاجئ. يحدث هذا حين تضغط الجندبة على بطنها فيزداد ضغط الدم تحت الجلد المحيط بمنطقة المفاصل فينفجر الجلد وينطلق الدم.